# The Fashionistas
The Fashionistas ist ein Fetisch-Porno-Spielfilm der Pornofilmgesellschaft Evil Angel Productions, der für Aufsehen in der Pornobranche gesorgt hat und mit insgesamt 18 Preisen ausgezeichnet wurde.

## Inhalt
Der berühmte Modedesigner Antonio, der nach einem neuen Bondage-Look sucht, begegnet einem Designhaus mit dem Namen „The Fashionistas“. Er weiß nicht, dass dessen Eigentümerin Helena dazu bestimmt ist, ihn zu verführen, nicht nur, um von seiner Modelinie zu überzeugen, sondern auch, weil sie weiß, dass er sie in die Welt der Untergrund-SM-Clubs bringen kann. Antonio hat eine heimliche Verehrerin namens Jesse, die ein doppeltes Spiel treibt.

## Auszeichnungen
- 2004: AVN Award Best DVD
- 2004: AVN Award Best Renting Tape of the Year
- 2003: AVN Award Best Actress – Film (Taylor St. Clair)
- 2003: AVN Award Best All-Girl Sex Scene – Film (Belladonna und Taylor St. Clair)
- 2003: AVN Award Best Anal Sex Scene – Film (Kate Frost und Rocco Siffredi)
- 2003: AVN Award Best Director – Film (John Stagliano)
- 2003: AVN Award Best Editing – Film (Tricia Devereaux und John Stagliano)
- 2003: AVN Award Best Film
- 2003: AVN Award Best Group Sex Scene – Film (Friday, Taylor St. Clair, Sharon Wild, Rocco Siffredi)
- 2003: AVN Award Best Oral Sex Scene – Film (Belladonna und Rocco Siffredi)
- 2003: AVN Award Best Supporting Actress – Film (Belladonna)
- 2003: AVN Award Best Tease Performance (Belladonna)
- 2003: XRCO Award Best Actor (Rocco Siffredi)
- 2003: XRCO Award Best Actress (Belladonna)
- 2003: XRCO Award Best Film
- 2003: XRCO Award Best Girl-Girl Sex Scene (Belladonna und Taylor St. Clair)
- 2003: XRCO Award Best Group Sex Scene (Friday, Taylor St. Clair, Sharon Wild, Rocco Siffredi)
- 2003: XRCO Award Best Male-Female Sex Scene (Rocco Siffredi und Taylor St. Clair)

## Sonstiges
- Der Film zählt mit insgesamt 18 Auszeichnungen zu den erfolgreichsten Filmen der Pornogeschichte.
- Seit Oktober 2004 wird in Las Vegas eine Theatershow „Fashionistas“ aufgeführt.
- Der Film wurde mit einem Budget von $ 500,000 gedreht und belegt Platz 5 der „Top 10 Big-Budget Porns“ von Askmen.com[1]

## Fortsetzungen
- Im Jahr 2006 veröffentlichte der Regisseur eine Fortsetzung des Films mit dem Titel Fashionistas Safado – The Challenge.
- 2007 wurde unter dem Titel Fashionistas Safado: Berlin die zweite Fortsetzung veröffentlicht.